# Premio Maria Moors Cabot
Il Premio Maria Moors Cabot è il più antico premio per il giornalismo ancora oggi assegnato. Ideato nel 1938 da Godfrey Lowell Cabot, venne da lui intitolato alla memoria della moglie. Viene assegnato annualmente dal Consiglio della Columbia University, su suggerimento del Rettore della Scuola di Giornalismo della stessa Università.

## Vincitori
| Anno | Vincitori                                       | Note                                 |
| ---- | ----------------------------------------------- | ------------------------------------ |
| 1939 | Luis Miró Quesada de la Guerra                  |                                      |
| 1939 | José Santos Gollán                              |                                      |
| 1940 | Agustín Edwards Mac-Clure                       |                                      |
| 1940 | James Irving Miller                             |                                      |
| 1940 | Enrique Santos Montejo                          |                                      |
| 1940 | Rafael Heliodoro Valle                          |                                      |
| 1941 | Paulo Bittencourt                               |                                      |
| 1941 | Sylvia de Arruda Botelho Bittencourt            |                                      |
| 1941 | Carlos Dávila                                   |                                      |
| 1941 | José Ignacio Rivero                             |                                      |
| 1942 | Lorenzo Batlle Pacheco                          |                                      |
| 1942 | Luis Mitre                                      |                                      |
| 1943 | Pedro Cue                                       |                                      |
| 1943 | Rodrigo de Llano                                |                                      |
| 1943 | Edward Tomlinson                                |                                      |
| 1944 | Carlos Mantilla Ortega                          |                                      |
| 1944 | Albert Victor McGeachy                          |                                      |
| 1944 | Jorge Pinto                                     |                                      |
| 1945 | Assis Chateaubriand                             |                                      |
| 1945 | Luis Teófilo Nuñez                              |                                      |
| 1945 | Tom Wallace                                     |                                      |
| 1946 | Alexander Grant Dexter                          |                                      |
| 1946 | Lee Hills                                       |                                      |
| 1946 | Miguel Lanz Duret                               |                                      |
| 1947 | Carlos Víctor Aramayo                           |                                      |
| 1947 | Alberto Lleras Camargo                          |                                      |
| 1947 | David Vela                                      |                                      |
| 1948 | Manuel Cisneros                                 |                                      |
| 1948 | Joseph L. Jones                                 |                                      |
| 1948 | Orlando Ribeiro Dantas                          |                                      |
| 1948 | Alfredo Silva Carvallo                          |                                      |
| 1949 | Milton Bracker                                  |                                      |
| 1949 | Eduardo Rodríguez Larreta                       |                                      |
| 1949 | José Santiago Castillo                          |                                      |
| 1950 | John Brogan                                     |                                      |
| 1950 | María Constanza Huergo                          |                                      |
| 1950 | Jesús María Pellín                              |                                      |
| 1950 | Joshua Powers                                   |                                      |
| 1950 | Ángel Ramos                                     |                                      |
| 1951 | Elmano Cardim                                   |                                      |
| 1951 | Julio Garzón                                    |                                      |
| 1951 | Ramón David León                                |                                      |
| 1951 | Francisco María Núñez                           |                                      |
| 1952 | Antonio Arias Bernal                            |                                      |
| 1952 | Austregésilo de Athayde                         |                                      |
| 1952 | Jorge Délano Frederick                          |                                      |
| 1952 | Jules Dubois                                    |                                      |
| 1952 | Juan B. Fernández                               |                                      |
| 1953 | Crede Calhoun                                   |                                      |
| 1953 | Carlos Lacerda                                  |                                      |
| 1953 | Ismael Pérez Castro                             |                                      |
| 1953 | Arturo Schaerer                                 |                                      |
| 1954 | Gabriel Cano Villegas                           |                                      |
| 1954 | Sidney Gerald Fletcher                          |                                      |
| 1954 | Danton Pinheiro Jobim                           |                                      |
| 1954 | Carlos Ramírez MacGregor                        |                                      |
| 1954 | Lloyd Stratton                                  |                                      |
| 1955 | Pedro Beltrán Espantoso                         |                                      |
| 1955 | Breno Caldas                                    |                                      |
| 1955 | John Oliver LaGorce                             |                                      |
| 1955 | Roberto Noble                                   |                                      |
| 1955 | A. T. Steele                                    |                                      |
| 1956 | Carl W. Ackerman                                |                                      |
| 1956 | Jesús Alvarez del Castillo                      |                                      |
| 1956 | Roberto García-Peña                             |                                      |
| 1956 | Herbert Matthews                                |                                      |
| 1956 | David Michel Torino                             |                                      |
| 1957 | Paulo Bittencourt                               | menzione speciale                    |
| 1957 | Luis Franzini                                   | menzione speciale                    |
| 1957 | Harry Frantz                                    |                                      |
| 1957 | John Shively Knight                             | menzione speciale                    |
| 1957 | Miguel Lanz Duret                               | menzione speciale                    |
| 1957 | Carlos Mantilla                                 | menzione speciale                    |
| 1957 | Roberto Marinho                                 | menzione speciale                    |
| 1957 | Guillermo Martínez Márquez                      | menzione speciale                    |
| 1957 | Herbert Moses                                   |                                      |
| 1957 | John T. O'Rourke                                | menzione speciale                    |
| 1957 | René Silva Espejo                               |                                      |
| 1957 | James Geddes Stahlman                           | menzione speciale                    |
| 1957 | Tom Wallace                                     | menzione speciale                    |
| 1958 | Emilio Azcárraga Vidaurreta                     |                                      |
| 1958 | Eduardo Cárdenas                                |                                      |
| 1958 | Jesús Hernández Chapellín                       |                                      |
| 1958 | Miguel Ángel Quevedo                            |                                      |
| 1959 | Ricardo Castro Beeche                           |                                      |
| 1959 | Clement David Hellyer                           |                                      |
| 1959 | Juan Andrés Ramírez Chain                       | menzione speciale                    |
| 1959 | Tad Szulc                                       |                                      |
| 1959 | Hernane Tavares de Sá                           |                                      |
| 1960 | James Canel                                     |                                      |
| 1960 | José Dutriz, Jr.                                |                                      |
| 1960 | Rudolfo Luque                                   |                                      |
| 1960 | William M. Pepper, Jr.                          |                                      |
| 1960 | Eduardo Santos                                  | menzione speciale                    |
| 1961 | Alejandro Carrión                               |                                      |
| 1961 | Fernando Gómez Martínez                         |                                      |
| 1961 | Albert Nevins                                   |                                      |
| 1961 | Rómulo O'Farrill                                |                                      |
| 1961 | John T. O'Rourke                                |                                      |
| 1962 | Raúl Fontaina                                   |                                      |
| 1962 | John R. Herbert                                 |                                      |
| 1962 | Rodolfo Junco de la Vega                        |                                      |
| 1962 | John Shively Knight                             |                                      |
| 1963 | Germán Arciniegas                               |                                      |
| 1963 | William Barlow                                  |                                      |
| 1963 | Jorge Fernández                                 |                                      |
| 1963 | Juan de Onis                                    |                                      |
| 1963 | Juan Valmaggia                                  |                                      |
| 1964 | Hugo Fernández Artucio                          |                                      |
| 1964 | Bertram Johansson                               |                                      |
| 1964 | Enrique Nores Martínez                          |                                      |
| 1964 | Virginia Prewett                                |                                      |
| 1965 | Gesford Fine                                    |                                      |
| 1965 | Roberto Marinho                                 |                                      |
| 1965 | Victoria Ocampo                                 |                                      |
| 1965 | Paul Sanders                                    |                                      |
| 1966 | Alberto Cellario                                |                                      |
| 1966 | Agustín Edwards Eastman                         |                                      |
| 1966 | Paul Kidd                                       |                                      |
| 1967 | Peter Aldor                                     |                                      |
| 1967 | James S. Copley                                 |                                      |
| 1967 | James Nelson Goodsell                           |                                      |
| 1967 | Manoel Francisco do Nascimento Brito            |                                      |
| 1967 | Ramón José Velásquez                            |                                      |
| 1968 | Robert Berrellez                                |                                      |
| 1968 | Alberto Gainza Paz                              |                                      |
| 1968 | Guillermo Gutiérrez                             |                                      |
| 1968 | Argentina Hills                                 |                                      |
| 1968 | José Joaquín Salcedo                            | menzione speciale                    |
| 1969 | Alceu Amoroso Lima                              |                                      |
| 1969 | Edward W. Barrett                               |                                      |
| 1969 | George Beebe                                    |                                      |
| 1969 | Luis Gabriel Cano                               |                                      |
| 1970 | Alberto Dines                                   |                                      |
| 1970 | John Goshko                                     |                                      |
| 1970 | John Harbron                                    |                                      |
| 1971 | Juan Carlos Colombres                           |                                      |
| 1971 | Georgie Anne Geyer                              |                                      |
| 1971 | Julio Scherer García                            |                                      |
| 1972 | Pedro Beltrán Espantoso                         | menzione speciale                    |
| 1972 | Tom Streithorst                                 |                                      |
| 1972 | Arturo Uslar Pietri                             |                                      |
| 1973 | David Belnap                                    |                                      |
| 1973 | Donald Casey                                    |                                      |
| 1973 | Diana Julio de Massot                           |                                      |
| 1974 | Donald Bohning                                  |                                      |
| 1974 | William Montalbano                              |                                      |
| 1974 | Fernando Pedreira                               |                                      |
| 1975 | Walter Everett                                  | menzione speciale                    |
| 1975 | Norman Ingrey                                   | menzione speciale                    |
| 1975 | David Kraiselburd                               | menzione speciale, assegnata postuma |
| 1975 | Sam Summerlin                                   |                                      |
| 1975 | Enrique Zileri Gibson                           |                                      |
| 1976 | Robert U. Brown                                 | menzione speciale                    |
| 1976 | Bernard Diederich                               |                                      |
| 1976 | Germán Ornes                                    | menzione speciale                    |
| 1976 | Jorge Remonda-Ruibal                            |                                      |
| 1977 | Pedro Joaquín Chamorro Cardenal                 |                                      |
| 1977 | Jonathan Kandell                                |                                      |
| 1977 | Joseph A. Taylor                                | menzione speciale                    |
| 1977 | Anita von Kahler Gumpert                        | menzione speciale                    |
| 1978 | Joseph Benham                                   |                                      |
| 1978 | Carlos Castelo Branco                           |                                      |
| 1978 | Robert Cox                                      |                                      |
| 1978 | Carl Migdail                                    |                                      |
| 1979 | Leslie Ashenheim                                | menzione speciale                    |
| 1979 | Jerry Hannifin                                  | menzione speciale                    |
| 1979 | Andrew Heiskell                                 | menzione speciale                    |
| 1979 | Jeremiah O'Leary                                |                                      |
| 1979 | Juan Zuleta Ferrer                              |                                      |
| 1980 | Richard T. Baker                                | menzione speciale                    |
| 1980 | Guido Fernández                                 |                                      |
| 1980 | Penny Lernoux                                   |                                      |
| 1980 | Alan Riding                                     |                                      |
| 1980 | William Stewart                                 | menzione speciale, assegnata postuma |
| 1981 | Karen DeYoung                                   |                                      |
| 1981 | John Moors Cabot                                | menzione speciale                    |
| 1981 | Marlise Simons                                  |                                      |
| 1981 | Stanley Swinton                                 | menzione speciale                    |
| 1981 | Jacobo Timerman                                 |                                      |
| 1982 | Frances Grant                                   | menzione speciale                    |
| 1982 | William R. Long                                 |                                      |
| 1982 | Daniel Samper Pizano                            |                                      |
| 1983 | Jack Fendell                                    | menzione speciale                    |
| 1983 | Emilio Filippi                                  |                                      |
| 1983 | Everett Martin                                  |                                      |
| 1983 | Marcel Niedergang                               | menzione speciale                    |
| 1984 | William Buzenberg                               | menzione speciale                    |
| 1984 | Kenneth Gordon                                  |                                      |
| 1984 | John Hoagland                                   | menzione speciale, assegnata postuma |
| 1984 | Harold Hoyte                                    | menzione speciale                    |
| 1984 | Alister Hughes                                  |                                      |
| 1984 | Cynthia Hughes                                  |                                      |
| 1984 | Frank Manitzas                                  |                                      |
| 1985 | Shirley Christian                               |                                      |
| 1985 | Dery Dyer                                       | menzione speciale                    |
| 1985 | Richard Dyer                                    | menzione speciale                    |
| 1985 | William H. Heath                                |                                      |
| 1985 | Rafael Herrera                                  |                                      |
| 1985 | Andrew Morrison                                 | menzione speciale                    |
| 1985 | Aldo Zuccolillo                                 |                                      |
| 1986 | Darío Arizmendi                                 |                                      |
| 1986 | Alfonso Chardy                                  |                                      |
| 1986 | Hugh O'Shaughnessy                              | menzione speciale                    |
| 1986 | Julio Raúl Rajneri                              |                                      |
| 1986 | Gavin Scott                                     |                                      |
| 1986 | Tristán Solarte                                 |                                      |
| 1987 | Luis Roberto Camacho                            | assegnato postumo                    |
| 1987 | Guillermo Cano Isaza                            | assegnato postumo                    |
| 1987 | Raúl Echavarría Barrientos                      | assegnato postumo                    |
| 1987 | Guy Gugliotta                                   |                                      |
| 1987 | Luis Fernando Levy                              |                                      |
| 1987 | Roberto Muller                                  | menzione speciale                    |
| 1987 | Paulo Sotero                                    | menzione speciale                    |
| 1988 | Nicholas Clark Asheshov                         |                                      |
| 1988 | Roberto Civita                                  |                                      |
| 1988 | Stephen Kinzer                                  |                                      |
| 1988 | Hermenegildo Sábat                              |                                      |
| 1989 | Felipe López Caballero                          |                                      |
| 1989 | Humberto Rubín Schvartzman                      |                                      |
| 1989 | Juan M. Vazquez                                 |                                      |
| 1989 | Arturo Villar                                   |                                      |
| 1990 | Richard Boudreaux                               |                                      |
| 1990 | Huascar Cajías Kauffmann                        |                                      |
| 1990 | Elsie Etheart                                   |                                      |
| 1990 | Alma Guillermoprieto                            |                                      |
| 1991 | Ricardo Arnt                                    | menzione speciale                    |
| 1991 | Gilberto Dimenstein                             | menzione speciale                    |
| 1991 | Otavio Frias Filho                              |                                      |
| 1991 | Eduardo Gallardo                                |                                      |
| 1991 | Alejandro Junco de la Vega                      |                                      |
| 1991 | Carlos Lins da Silva                            | menzione speciale                    |
| 1991 | Lucia Newman                                    |                                      |
| 1992 | Danilo Arbilla                                  |                                      |
| 1992 | Sam Dillon                                      |                                      |
| 1992 | John Dinges                                     |                                      |
| 1992 | Gustavo Gorriti                                 |                                      |
| 1993 | Pamela Constable                                |                                      |
| 1993 | Manuel de Dios Unanue                           | menzione speciale, assegnata postuma |
| 1993 | Edward Seaton                                   |                                      |
| 1993 | Patricia Verdugo                                |                                      |
| 1994 | James Brooke                                    |                                      |
| 1994 | Mauricio Funes                                  |                                      |
| 1994 | Susan Meiselas                                  |                                      |
| 1994 | Oscar Serrat                                    |                                      |
| 1995 | Roberto Eisenmann                               | menzione speciale                    |
| 1995 | Douglas Farah                                   |                                      |
| 1995 | Canute James                                    |                                      |
| 1995 | Geri Smith                                      |                                      |
| 1995 | José Rubén Zamora                               |                                      |
| 1996 | Dudley Quentin Althaus                          |                                      |
| 1996 | Ramón Alberto Garza García                      |                                      |
| 1996 | Timothy Jay Johnson                             |                                      |
| 1996 | Eduardo Ulibarri                                |                                      |
| 1997 | Gerardo Bedoya Borrero                          | menzione speciale, assegnata postuma |
| 1997 | José de Córdoba                                 |                                      |
| 1997 | Jorge Fontevecchia                              |                                      |
| 1997 | Julia Preston                                   |                                      |
| 1997 | Enrique Santos Castillo                         |                                      |
| 1997 | Hernando Santos Castillo                        |                                      |
| 1998 | Jesús Blancornelas                              |                                      |
| 1998 | Edmundo Cruz Vílchez                            |                                      |
| 1998 | Andrés Oppenheimer                              |                                      |
| 1998 | Larry Rohter                                    |                                      |
| 1999 | James McClatchy                                 | menzione speciale                    |
| 1999 | Raúl Rivero                                     | menzione speciale                    |
| 1999 | Linda Robinson                                  |                                      |
| 1999 | Juan Tamayo                                     |                                      |
| 1999 | Jorge Zepeda Patterson                          |                                      |
| 2000 | Eloy O. Aguilar                                 |                                      |
| 2000 | Paul Knox                                       |                                      |
| 2000 | Francisco Santos Calderón                       | menzione speciale                    |
| 2000 | Ricardo Uceda                                   |                                      |
| 2000 | Lloyd Williams                                  |                                      |
| 2001 | Mónica González                                 |                                      |
| 2001 | Jorge Ramos Ávalos                              |                                      |
| 2001 | Clóvis Rossi                                    |                                      |
| 2001 | Sebastian R. Rotella                            |                                      |
| 2002 | David C. Adams                                  |                                      |
| 2002 | Sergio Luis Carreras                            |                                      |
| 2002 | Michèle Montas                                  |                                      |
| 2002 | Robert J. Rivard                                |                                      |
| 2003 | João Antônio Barros                             |                                      |
| 2003 | Raúl Kraiselburd                                |                                      |
| 2003 | Mac Margolis                                    |                                      |
| 2003 | Michael Reid                                    |                                      |
| 2003 | Sociedad de Periodistas Manuel Márquez Sterling | menzione speciale                    |
| 2004 | Alberto Ibargüen                                | menzione speciale                    |
| 2004 | Joel Millman                                    |                                      |
| 2004 | Elena Poniatowska                               |                                      |
| 2004 | Gerardo Reyes                                   |                                      |
| 2004 | Daniel Santoro                                  |                                      |
| 2005 | Miriam Leitão                                   |                                      |
| 2005 | Tim Padgett                                     |                                      |
| 2005 | Mabel Rehnfeldt                                 |                                      |
| 2005 | S. Lynne Walker                                 |                                      |
| 2005 | La Nación                                       | menzione speciale                    |
| 2006 | José Hamilton Ribeiro                           |                                      |
| 2006 | Matt Moffett                                    |                                      |
| 2006 | Ginger Thompson                                 |                                      |
| 2006 | Mario Vargas Llosa                              |                                      |
| 2007 | Alfredo Corchado                                |                                      |
| 2007 | Gary Marx                                       |                                      |
| 2007 | Maria Teresa Ronderos                           |                                      |
| 2007 | José Vales                                      |                                      |
| 2008 | Carmen Aristegui                                |                                      |
| 2008 | Sam Quiñones                                    |                                      |
| 2008 | Gustavo Sierra                                  |                                      |
| 2008 | Michael Smith                                   |                                      |
| 2009 | Anthony DePalma                                 |                                      |
| 2009 | Christopher Hawley                              |                                      |
| 2009 | Merval Pereira                                  |                                      |
| 2009 | Yoani Sánchez                                   | menzione speciale                    |
| 2010 | Tyler Bridges                                   |                                      |
| 2010 | Carlos Fernando Chamorro                        |                                      |
| 2010 | Norman Gall                                     |                                      |
| 2010 | Joaquim Ibarz                                   |                                      |
| 2010 | Anderson Cooper 360°                            | menzione speciale                    |
| 2010 | Signal FM                                       | menzione speciale                    |
| 2011 | Carlos Dada                                     |                                      |
| 2011 | Jean-Michel Leprince                            |                                      |
| 2011 | Arizona Daily Star                              |                                      |
| 2011 | El Diario de Juárez                             |                                      |
| 2011 | Riodoce                                         |                                      |
| 2012 | Miguel Ángel Bastenier                          |                                      |
| 2012 | Juan Forero                                     |                                      |
| 2012 | David Luhnow                                    |                                      |
| 2012 | Teodoro Petkoff                                 |                                      |
| 2012 | El Universo                                     | menzione speciale                    |